# Готліб-Зігфрід Баєр
Готліб-Зігфрід Баєр (в німецькій літературі Теофіл Зигфрид) (нар. 5 січня 1694 — пом. 21 лютого 1738) — німецький історик, філолог. Академік Петербурзької академії наук з 1725. 

## Життєпис
Народився в Кенінгсберзі у сім’ї емігрантів з Угорщини. Батько Баєра підробляв живописом. До 1709 р. навчався у колегії Фрідріха в класі відомого гуманіста Еґерса, а 1710–1713 рр. — у Кенігсберзькому університеті. 1714–1717 рр. багато мандрував Німеччиною, вивчав давні та східні мови. 1715 р. захистив дисертацію, присвячену трактуванню напису на хресті Ісуса Христа. 1717 р. отримав звання магістра у Лейпцигу. 1717–1725 рр. викладав в університеті Кенігсберга, працював проректором міської катедральної школи. За рекомендацією математика, академіка Петербурзької академії наук Християна Гольдбаха був запрошений до Санкт-Петербурга, де з лютого 1726 р. обійняв посаду керівника катедри старожитностей та східних мов новоутвореної Петербурзької академії наук. Основну увагу приділяв вивченню східних та давніх мов. Завідував Академічною гімназією, 1732–1737 після від’їзду історика та археографа, академіка Герарда-Фрідріха Міллера до Сибіру редагував кілька випусків наукової частини «Sammlung russischer Geschichte». Навчав майбутнього російського імператора Петра II античній історії. Після смерті Петра II наближений до двору Анни Іванівни, був щирим прибічником Ернста Йогана Бірона. 
Баєр заклав основи історичної науки в Росії. Окрім робіт з історії та філології Давнього світу, написав низку робіт з історії скіфів та сарматів. Буквально сприйняв повідомлення давньоруських літописів про запрошення варягів, висунув припущення про запозичення слов’янами культури та державності в норманів та германських народів, тим самим заклав початки «норманської теорії» походження Русі. Не знаючи російської мови, вивчав «Повість временних літ» у німецькому перекладі. Заслугою його є те, що він був одним з перших, хто в дослідженнях історії Русі звернувся до вивчення повідомлень давніх авторів, зокрема Геродота, Константина VII Багрянородного, джерел скандинавського походження. Пізніше, ці роботи будуть опубліковані у перекладі українського науковця Киріяка Кодратовича. 
У дослідженні історії східних слов’ян Баєр активно співпрацював з Феофаном Прокоповичем. Частина їхнього листування збереглася. Через конфлікт із секретарем Петербузької академії наук І.-Д. Шумахером 1737 р. змушений був полишити посаду і планував повернутися до Пруссії. 
Раптово помер від застуди в Санкт-Петербурзі.

## Твори
- Ad Petrum II Augustum Imperatorem, cum insignia imperii sanctissimis caeremoniis Moscouae capesseret. Academia Petropolitana, 1728;
- Auszug der ältern Staatsgeschichte zum Gebrauch Petri II. Peterburg, 1728;
- О начатке и древних пребывалищах скифов. В кн.: Краткое описание Комментариев Академии наук. СПб., 1728;
- О местоположении Скифии, каково было в лета Геродотовы. Там само; Краткое описание всех случаев, касающихся Азова от создания сего города до возвращения онаго под российскую державу. СПб., 1738;
- География российская из Константина Порфирогенита, т. е. багрянородного или порфирородного. СПб., 1767;
- География российская и соседственных с Россиею областей около 947 году из книг северных писателей выбрана. СПб., 1767;
- Сочинение о варягах. СПб., 1767.